# Lascăr Catargiu (cartier în Craiova)
Cel mai întins cartier al Craiovei, Lascăr Catargiu se afla în prezent în plină expansiune. Poartă numele lui Lascăr Catargiu, de patru ori prim-ministru al României.